# Suleiman
Suleiman oder Süleyman ist ein männlicher Name in der arabischen (سليمان, DMG Sulaimān) und türkischen Sprache. Er ist (wahrscheinlich über das Syrische) abgeleitet von arabisch سلام Salam, DMG salām ‚Frieden‘. Er ist verwandt mit dem hebräischen Namen Schlomoh (Salomo).

## Varianten
- Selim
- Soliman
- Souleiman
- Souleymane (französisch)
- Suleiman
- Sulaiman
- Suleman
- Sleiman
- Süleyman (türkisch)
- Selima (weiblich)

## Namensträger

### Muslimische Herrscher
- Süleyman I. (der Prächtige) (1495–1566), Sultan der Osmanen (1520–66)
- Süleyman II. (1641–91), Sultan der Osmanen (1687–91)
- Suleiman ibn Kutalmiş, († 1086) Gouverneur und späterer Sultan von Rum unter Malik Schah I.
- Sulaiman ibn Il-Ghazi († 1124), Artuqiden-Herrscher von Maiyafariqin (Silvan)
- Suleiman II. (Rum), († 1204) seldschukischer Sultan von Rum (1196–1204)
- Sulaiman ibn Abd al-Malik, Kalif der Umayyaden in Damaskus von 715–717(†)
- Sulayman (Armenien), Statthalter der Abbasiden in Armenien von 771–772
- Sulaiman al-Mustain, Kalif von Córdoba in Andalusien 1009–1010 und 1013–1016(†)
- Al-Muzaffar Sulaiman († 1250), Ayyubide, Emir des Jemen
- Rajah Sulayman (ca. 1540–1588), letzter Herrscher von Manila
- Sulaiman I., zuvor Safi II., 1666–1694 Schah von Persien
- Sulaiman II. (Safawiden), Sayyid Muhammad, (als Marionette des Afschariden Schah-Ruch) vorletzter Safawiden-Schah (1750)
- Mulai Sulaiman (1760–1822), Sultan der Alawiden in Marokko
- Sulaiman (Ilchane), Herrscher der Ilchane im Iran
- Al-Hasan ibn Sulaiman Abu'l-Mawahib, Sultan von Kilwa

### Süleyman Paşaals Personenname mit Pascha-Titel
- Suleiman Pascha (Sohn des Orhan) (14. Jahrhundert), Sohn von Orhan I.
- Hadân Suleiman Pascha (15. Jahrhundert) – osmanischer General; siehe auch Schlacht von Vaslui
- Sulejman Pascha Bargjini (17. Jahrhundert), Gründer Tiranas 1614
- Suleiman Pascha (Ägypten) (18. Jahrhundert),  Wali von Ägypten, 7. Mai 1704–7. Oktober 1704
- Büyük Suleiman Pascha (18. Jahrhundert), Wali von Bagdad, Namensgeber von Sulaimaniyya
- Soliman Pascha (18./19. Jahrhundert) auch „Colonel Sève“, zum Islam konvertierter Franzose
- Süleiman Pascha (1838–83), osmanischer Offizier und Kommandierender im Serbisch-Türkischen Krieg (1876) und Russisch-Türkischen Krieg (1877/78)

### Als Vorname
- Suleiman Abdullahi (* 1996), nigerianischer Fußballspieler
- Suleiman Nyambui (* 1953), Leichtathlet aus Tansania
- Sulejman Kapić (1925–1998), jugoslawischer Filmproduzent
- Suleyman Sleyman (* 1979), schwedischer Fußballspieler syrisch-aramäischer Abstammung
- Süleyman Atlı (* 1994), türkischer Ringer
- Süleyman Başak (* 1964), türkischer Wirtschaftswissenschaftler zyperntürkischer Abstammung
- Süleyman Çelikyurt (* 1989), deutsch-türkischer Fußballspieler
- Süleyman Demirel (1924–2015), türkischer Politiker
- Süleyman Nazif (1870–1927), osmanisch-türkischer Dichter, Journalist und Staatsbeamter
- Süleýman Muhadow (* 1993), turkmenischer Fußballspieler
- Süleyman Oktay (* 1959), türkischer Fußballspieler und -trainer
- Süleýman Orazow (* 1989), turkmenischer Fußballspieler
- Süleyman Seba (1926–2014), türkischer Fußballspieler und -funktionär
- Süleyman Zorba (* 1993), österreichischer Politiker (Grüne)

### Form Sulaiman
- Amran Sulaiman (* 1968), indonesischer Politiker und Agrarwissenschaftler, Landwirtschaftsminister
- Hamid Sulaiman (* 1986), syrischer Maler und Comicautor
- Hamizan Aziz Sulaiman (* 1989), bruneiischer Fußballspieler
- José Sulaimán (1931–2014), mexikanischer Sportfunktionär und Boxmanager
- Michel Sulaiman (* 1948), Präsident des Libanon
- Mohamed Sulaiman (* 1969), katarischer Leichtathlet
- Mona Sulaiman (* 1942), philippinische Leichtathletin
- Muqātil ibn Sulaimān († 767), Koranexeget
- Safirul Sulaiman (* 1992), singapurischer Fußballspieler
- Salbiah binti Sulaiman (* 1952), Politikerin in Brunei
- Shooshie Sulaiman (* 1973), malaysische Künstlerin

### Form Sulayman
- Abdul Hamid Abu Sulayman (1936–2021), saudischer Politologe und Islamgelehrter in den USA; Präsident des IIIT in Herndon, Virginia
- Muhammad Sidqi Sulayman (1919–1996), ägyptischer Politiker, Premierminister der ägyptischen Regierung (1966–1967)

### Form Süleyman
- Faik Süleyman (1876–1916), türkischer General

### Form Suleiman
- Abdul Hamisi Suleiman (* 2001), tansanischer Fußballspieler
- Aida Touma-Suleiman (* 1964), israelische Politikerin
- Alexander Suleiman (* 1970), deutscher Cellist
- Baha Suleiman (* 1985), jordanischer Fußballspieler
- Bettina Suleiman (* 1978), deutsche Philosophin
- Elia Suleiman (* 1960), palästinensischer Filmregisseur
- Mohamed Suleiman (* 1969), katarischer Leichtathlet
- Mohammed Suleiman (General) (1958/1959–2008), syrischer Brigadegeneral
- Mohammed Suleiman (Fußballspieler) (* 1984), nigerianischer Fußballspieler
- Mohammed Ibrahim Suleiman (* 1946), ägyptischer Politiker
- Omar Suleiman (1936–2012), ägyptischer Politiker
- Susan Robin Suleiman, ungarisch-US-amerikanische Literatur- und Kulturwissenschaftlerin

### Form Suleman
- Suleman Taufiq (* 1953), deutsch-syrischer Schriftsteller und Übersetzer
- Samira Suleman (* 1991), ghanaische Fußballspielerin

### Form Sleiman
- Haaz Sleiman, US-amerikanischer Schauspieler
- Jean Benjamin Sleiman OCD (* 1946), Erzbischof von Bagdad
- Rola Sleiman (* 1975), libanesisch-syrische Pastorin und erste Frau, die in der arabischen Welt in das Priesteramt berufen wurde